# 北杜波 (伊利諾伊州)
北杜波（英語：North Dupo）是位於美國伊利諾伊州聖克萊爾縣的一個非建制地區。該地的面積和人口皆未知。

## 地理
北杜波的座標為38°32′58″N 90°12′02″W / 38.54944°N 90.20056°W，而該地的平均海拔高度為125米（即410英尺）。